# Chrzanowo (Varmie-Mazurie)
Pour les articles homonymes, voir Chrzanowo.
 (mars 2025).
Si vous disposez d'ouvrages ou d'articles de référence ou si vous connaissez des sites web de qualité traitant du thème abordé ici, merci de compléter l'article en donnant les références utiles à sa vérifiabilité et en les liant à la section « Notes et références ».
Chrzanowo est un village polonais du district administratif d'Ełk, dans le powiat d'Ełk, voïvodie de Varmie-Mazurie, au nord-est du pays. 
Il est situé à environ 6 km au nord-ouest d'Ełk et à 119 km à l'est de la capitale régionale Olsztyn.